# Leptoconops bidentatus
Leptoconops bidentatus är en tvåvingeart som beskrevs av Gutsevich 1960. Leptoconops bidentatus ingår i släktet Leptoconops och familjen svidknott. Inga underarter finns listade i Catalogue of Life.